# Konwencja w sprawie zgody na zawarcie małżeństwa, najniższego wieku małżeńskiego i rejestracji małżeństw

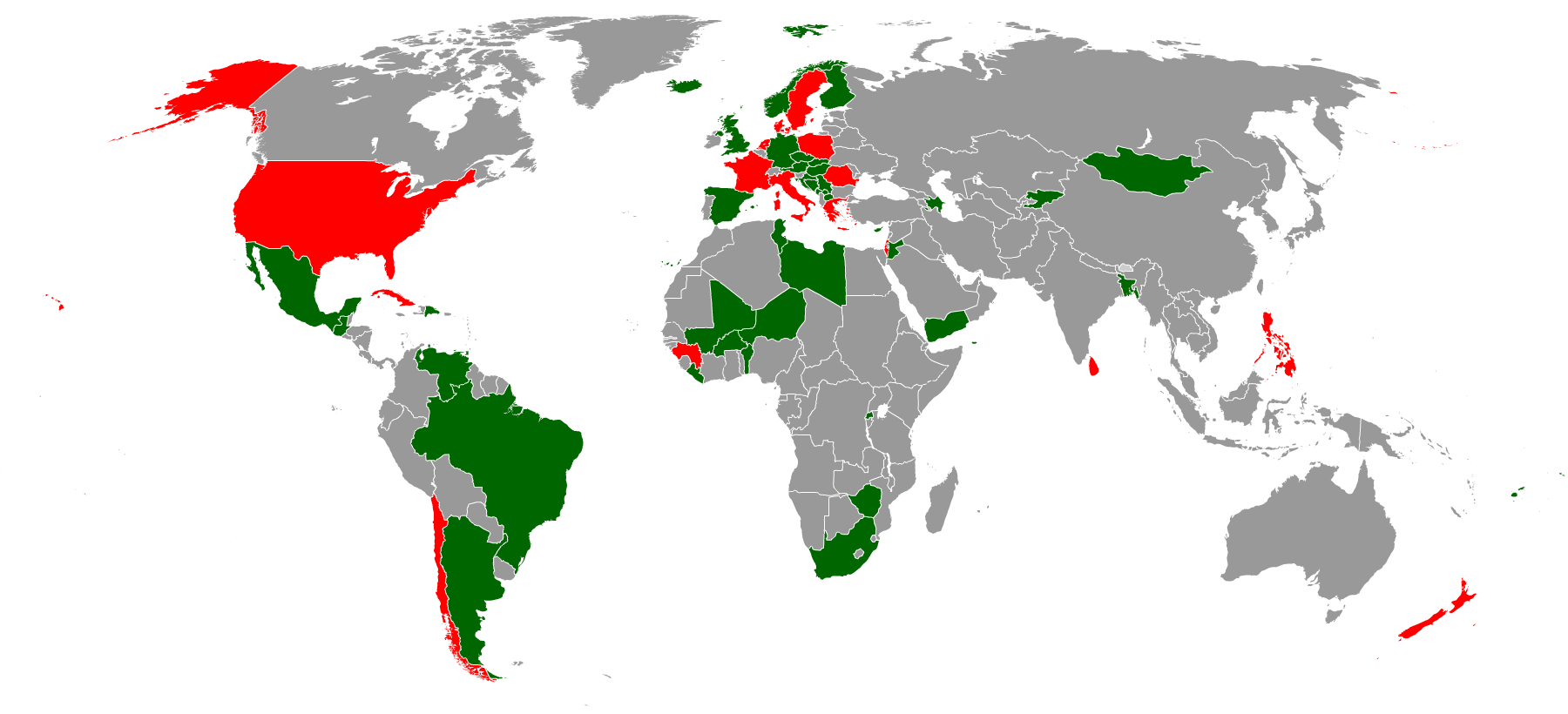
kolor czerwony - sygnatariusze
kolor zielony - uczestnicy

Konwencja w sprawie zgody na zawarcie małżeństwa, najniższego wieku małżeńskiego i rejestracji małżeństw (ang. Convention on Consent to Marriage, Minimum Age for Marriage, and Registration of Marriages) – międzynarodowa konwencja przyjęta przez Zgromadzenie Ogólne ONZ 7 listopada 1962 roku, która weszła w życie 9 grudnia 1964 roku.
Zobowiązuje państwa do wyznaczenia najniższego wieku zawierania małżeństw. Konwencja w art. 1 stwierdza, że małżeństwo może być zawarte tylko za pełną i swobodną zgodą przyszłych małżonków. Wszystkie małżeństwa powinny być zarejestrowane przez właściwą władzę w odpowiednim rejestrze urzędowym.
Depozytariuszem jest Sekretarz Generalny Organizacji Narodów Zjednoczonych, językami autentycznymi są angielski, chiński, francuski, hiszpański i rosyjski. Spory rozstrzyga Międzynarodowy Trybunał Sprawiedliwości, o ile strony nie uzgodnią innego sposobu (art. 8).
Konwencję ratyfikowało 56 państw ze 193 będących członkami ONZ, 6 innych podpisało bez ratyfikacji. Może stracić moc razie spadku ilości stron poniżej 8 (art. 7).
1 listopada 1965 Zgromadzenie Ogólne ONZ uchwaliło Zalecenie w sprawie zgody na małżeństwo, minimalnego wieku małżeńskiego i rejestracji małżeństw wzywając wszystkie państwa do przestrzegania tych trzech zasad.
Polska ratyfikowała Konwencję 18 grudnia 1964 roku. 